# Tarànix
Tarànix (en rus: Тараныш) és un poble del krai de Perm, a Rússia, que en el cens del 2010 tenia 10 habitants.